# فرودگاه شهری بورلی
فرودگاه شهری بورلی (به انگلیسی: Beverly Municipal Airport) یک فرودگاه همگانی بهره‌برداری هوایی با کد یاتا BVY است که یک باند فرود آسفالت دارد و طول باند آن ۱۴۴۹ متر است. این فرودگاه در شهر بورلی، ماساچوست کشور ایالات متحده آمریکا قرار دارد و در ارتفاع ۳۳ متری از سطح دریا واقع شده‌است.